# 다보탑

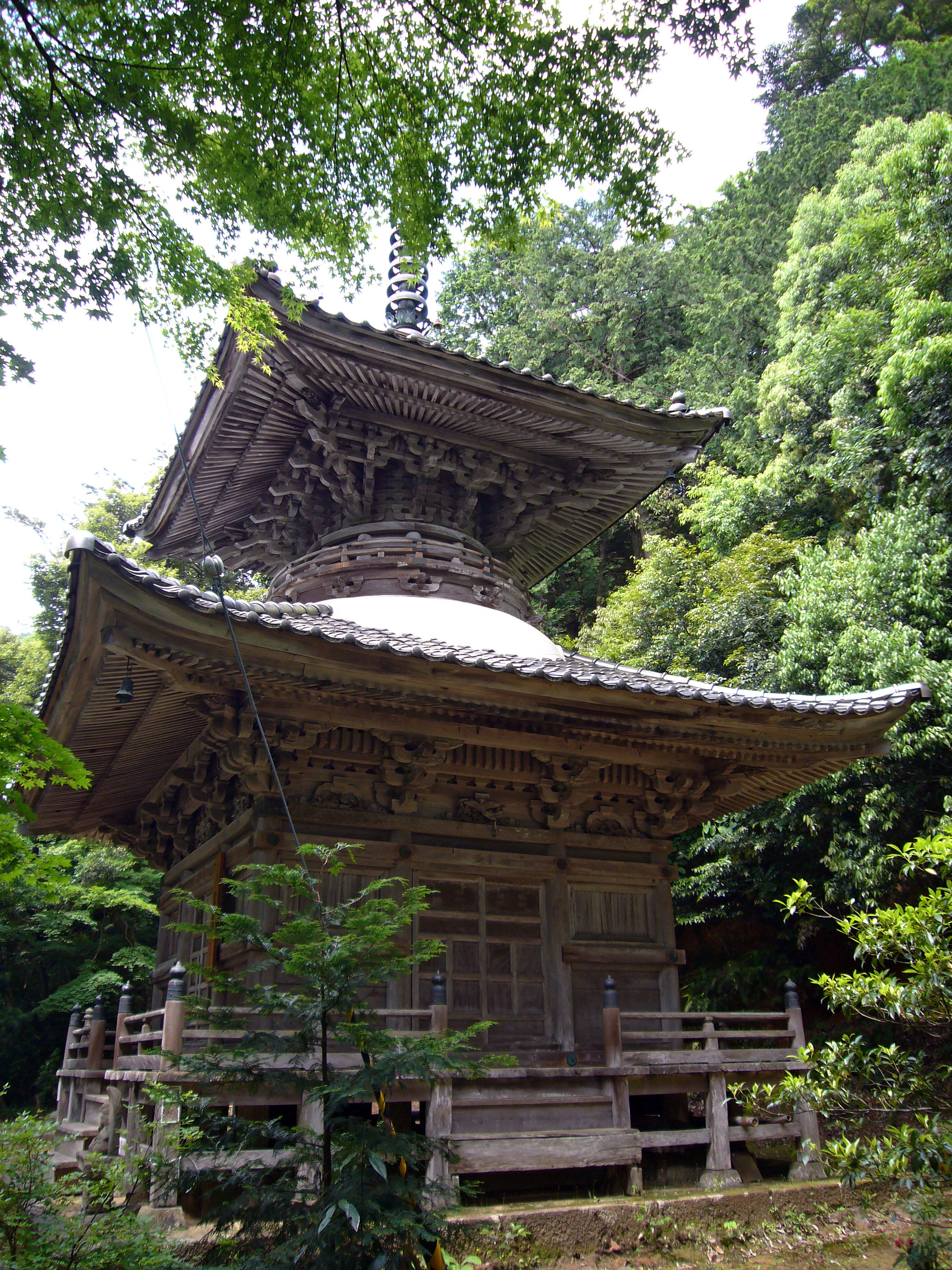
일본 효고현 온천사의 목조 다보탑.

다보탑(多寶塔)은 불탑의 형식 가운데 하나다.  평면이 방형(사각형)인 1층 위에 평면이 원형인 상층을 쌓아 전체적으로 사각뿔 모양으로 만든 탑파를 말한다.
다보탑은 『법화경』 견보탑품 제11에 나오는 것으로서, 석가가 영축산에서 법화경을 설하고 있자 다보여래의 탑이 솟아났고, 그 탑 안에 있던 다보여래가 석가를 찬양하며 반좌를 비우고 나와 두 여래가 나란히 앉았다는 데서 유래한다.